# Call of Duty: Modern Warfare
 (avril 2022).
Si vous disposez d'ouvrages ou d'articles de référence ou si vous connaissez des sites web de qualité traitant du thème abordé ici, merci de compléter l'article en donnant les références utiles à sa vérifiabilité et en les liant à la section « Notes et références ».
Ne doit pas être confondu avec Call of Duty 4: Modern Warfare.
Call of Duty: Modern Warfare est un jeu vidéo de tir à la première personne développé par Infinity Ward et édité par Activision. Il est sorti le 25 octobre 2019 sur PC, PlayStation 4 et Xbox One. Seizième épisode de la série Call of Duty, il s'agit du quatrième jeu vidéo de la série Modern Warfare et fait office de reboot. Il est annoncé le 30 mai 2019.
Le jeu se déroule dans un cadre réaliste et moderne, d'où son nom. La campagne suit les officiers américains de la C.I.A. et les SAS des forces armées britanniques, qui font équipe avec les rebelles du pays fictif d’Urzikstan pour lutter ensemble contre les forces russes qui ont envahi le pays. Le mode Opération spéciale du jeu propose des missions de jeu coopératif qui suivent l'histoire de la campagne. Le mode multijoueur prend en charge le mode multiplateforme (cross-play) pour la première fois de la série. Le jeu devient plus tactique et introduit de nouvelles fonctionnalités, telles qu'un mode réalisme qui supprime tout le HUD ainsi qu'une forme du mode de guerre terrestre prenant désormais en charge 64 joueurs.
Le studio Infinity Ward a commencé à travailler sur le jeu peu après la sortie de son titre Call of Duty: Infinite Warfare en 2016. Pour la campagne, ils se sont inspirés de conflits réels, tels que la guerre civile syrienne et les incidents terroristes survenus à Londres. Pour le mode multijoueur, ils ont mis au peu après la sortie du jeu le passe saisonnier traditionnel de la franchise et ont retiré les coffres à surprises, ce qui leur a permis de distribuer du contenu gratuit après le lancement à la base de joueurs.
Le jeu a reçu un accueil mitigé avant sa sortie, mais a néanmoins été accueilli par des critiques positives lors de sa sortie. Les éloges ont été dirigées vers le gameplay, l'histoire, le mode multijoueur et les graphismes, certaines critiques étant dirigées contre le traitement du sujet de la campagne et les problèmes d'équilibre dans le mode multijoueur. En outre, la description de l'armée russe par la campagne était controversée.
Avec un budget de 640 millions de dollars, il s'agit de l'un des jeux les plus chers jamais développés ; il s'agit aussi de l'un des rares jeux à avoir vendu plus de quarante millions d'exemplaires.

## Système de jeu
La campagne de Modern Warfare est axée sur le réalisme et propose des choix moraux basés sur des tactiques. Le joueur est ensuite évalué et obtient un score à la fin de chaque niveau. Les joueurs doivent rapidement déterminer si les PNJ constituent une menace ou non, par exemple une femme civile soupçonnée de vouloir prendre une arme à feu, mais qui attrape simplement son bébé dans un berceau. Ce score de dommages collatéraux, appelé évaluation de la menace, est basé sur le nombre de civils que le joueur blesse ou tue et varie du rang A au F. Les récompenses sont présentées aux personnes qui ont un score plus élevé. Le dialogue de personnage sera différent selon les choix du joueur dans la partie. Des décisions tactiques sont également incluses, telles que le joueur utilisant un fusil de tireur d'élite dans un environnement étendu pour approcher les objectifs dans un ordre non linéaire et choisissant de projeter des lumières en faveur de l'utilisation de lunettes de vision nocturne lors de l'infraction et du nettoyage.
Le mode multijoueur du jeu a été revu afin de permettre un jeu plus tactique, notamment une exploration de la carte, le franchissement des portes et un mode "réalisme" qui supprime le HUD. La mini-carte a été supprimée au profit d'un marqueur de type boussole, avec repères visuels permettant de détecter les alliés et les adversaires. Le mode multijoueur propose également le retour de Killstreaks (récompenses basées sur les victimes), les titres plus récents de Call of Duty ayant utilisé Scorestreaks (récompenses basées sur le score) à la place. Les modes en ligne permettent à une carte de disposer d'un plus grand nombre de joueurs que les précédents, avec un nouveau mode appelé "Ground War" comprenant plus de 100 joueurs tandis que, inversement, un autre nouveau mode, "Gunfight", tâches deux équipes de deux joueurs l'une contre l'autre lors de petits matches d'une durée de quarante secondes par tour. Le jeu comprend un vaste système de personnalisation des armes, offrant à la plupart des armes une gamme de 60 pièces jointes au maximum (dont cinq peuvent être équipées à la fois). L'introduction au début des matchs multijoueurs a également été réorganisée, alors que dans les titres précédents, les joueurs resteraient immobiles sur la carte comme un chronomètre compte à rebours jusqu'à zéro, les joueurs seront plutôt transportés dans la zone de combat dans le cadre de diverses animations.
Modern Warfare est le premier jeu de la série depuis Call of Duty: Ghosts de 2013 à ne pas proposer de mode Zombies, mais plutôt le mode coopératif "Opérations Spéciales" précédemment présenté dans Call of Duty: Modern Warfare 2 et Call of Duty: Modern Warfare 3. Le mode Opérations Spéciales partage son récit avec la campagne et le mode multijoueur. Il comprend un mode "Survie", une exclusivité limitée à la sortie de la PlayStation 4 jusqu’en octobre 2020.

## Modes de jeu

### Campagne
Lors d'une opération secrète visant à récupérer des cargaisons de gaz chimiques dangereux à destination de l'Urzikstan, l'agent de la C.I.A. Alex (Chad Michael Collins) est intercepté par des ennemis inconnus qui tuent les Marines Raiders du MARSOC accompagnant Alex et s'enfuient avec le gaz. Le responsable de la station, Kate Laswell (Rya Kihlstedt), gestionnaire d'Alex, demande alors l'aide du capitaine John Price (Barry Sloane) pour récupérer les produits chimiques et désamorcer la situation avec la Russie. Vingt-quatre heures plus tard, un groupe de kamikazes, affilié à l'organisation terroriste Al-Qatala, attaquent Piccadilly Circus à Londres. Le sergent Kyle Garrick des SAS (Elliot Knight) est envoyé pour contenir la situation, avec l'aide de Price et des forces de police locales. Ensuite, Alex est envoyé en Urzikstan pour rencontrer le chef rebelle Farah Karim (Claudia Doumit), qui accepte de joindre ses forces à la C.I.A. pour pister les produits chimiques, tout en obtenant son aide pour la lutte contre les forces russes stationnées dans le pays et dirigée par le général Roman Barkov. (Konstantin Lavysh).
Les forces du SAS dirigées par Price et Garrick s’attaquent à une maison de ville occupée par Al-Qatala, où ils apprennent où se trouve leur chef, Omar Suleiman dit "Le Loup" (Joel Swetow). Alex et une unité de marines se rendent à l'hôpital Ramaza d'Urzikstan et capturent le Loup. Plus tard, le bras droit du chef terroriste, Jamal Rahar dit "Le Boucher" (Nick E. Tarabay), lance une attaque sur l'ambassade des États-Unis en Urzikstan dans le but de libérer Suleiman. Price, Garrick, Alex, Farah et les forces de défense de l'ambassade travaillent ensemble pour sécuriser le Loup, mais les terroristes parviennent finalement à le libérer. Farah propose plus tard un plan pour tendre une embuscade aux hommes de Suleiman sur "l'autoroute de la mort" d'Urzikstan. Son plan tourne mal lorsque les troupes de Barkov attaquent à la fois les forces rebelles et les militants d'Al-Qatala. Hadir Karim (Aidan Bristow), frère et commandant en second de Farah, se révèle être le voleur qui a dérobé la cargaison de produits chimiques en Russie; pour tenter de chasser les forces hostiles, Hadir déclenche les produits chimiques dans la zone, tuant tous les hommes de Barkov et les forces d'Al-Qatala, tandis que Farah et Alex échappent de peu à la mort.
En 1999, une jeune Farah (Sophia Coto) et un jeune Hadir (Roman Coto) sont devenus orphelins à la mort de leurs parents alors que Barkov envahissait l'Urzikstan, qu'il considérait comme un nid à terroristes à pacifier. Les deux enfants ont tenté de fuir le pays mais ont été capturés par Barkov lui-même et emprisonnés. Au cours des années suivantes, Farah devint le "commandant Karim" des forces rebelles. Dix ans plus tard, Farah a organisé une évasion du camp de prisonniers de Barkov et a réussi à libérer beaucoup de ses frères rebelles, y compris Hadir, avec l'aide d'un jeune Price. De nos jours, Hadir semble avoir uni ses forces à Al-Qatala, obligeant les équipes de Farah et Price à agir. Ils infiltrent la base cachée du Loup et parviennent à tuer Suleiman, bien que Hadir ne soit nulle part en vue. Le gaz restant en circulation, le gouvernement des États-Unis déclare que l'armée de libération de Farah est une menace terroriste étrangère. Alex, frustré par la décision et l'incapacité de Laswell à aider, décide de rester en Urzikstan aux côtés de l'armée de Farah.
Après des informations sur une éventuelle attaque en Russie orchestrée par Hadir, Price et Garrick se rendent à Saint-Pétersbourg et rencontrent l'un des anciens contacts de Price, Nikolai (Stefan Kapičić). Ils parviennent à intercepter une réunion d'Al-Qatala et à appréhender Jamal Rahar. Alors que ce dernier refuse de se soumettre à l'interrogatoire, Price décide d'utiliser sa femme et son fils, laissant le Boucher sans autre choix que d'obéir. Garrick a le choix d'exécuter Rahar ou de le laisser vivre. Ils apprennent qu'Hadir projette d'attaquer Barkov sur son domaine privé en Moldavie où Kyle et Price s'infiltrent et procèdent à son interception. À la propriété, les deux personnes apprennent d'Hadir l’emplacement de l’usine à gaz de Barkov et s’échappent de justesse. Cependant, Laswell arrive, informant Price que la Russie exige que Hadir leur soit remis. Price se plie à contrecœur, à condition qu'ils puissent garder les renseignements sur l'usine à gaz. Price et Garrick retrouvent Farah et Alex en Urzikstan, puis planifient leur attaque contre l'usine. Parallèlement à l'assistance de Laswell, l'équipe prend d'assaut l'usine et tente d'utiliser des explosifs fournis par Nikolai pour démolir les locaux. Cependant, le détonateur est endommagé et rendu inutilisable lorsque Alex tente de combattre un soldat Spetsnaz en tenue de mastodonte. Alex se porte finalement volontaire pour installer les explosifs manuellement au risque de perdre sa vie. Alors que Barkov tente de s'échapper par hélicoptère, Farah lui tend une embuscade et le tue. Les forces de Farah et l'équipe de Price évacuent avec la destruction de l'usine.
Alors que Barkov est mort et désavoué par la Russie, Price discute avec Laswell de la formation d’une unité d'élite, en préparation contre le terroriste russe Victor Zakhaev (dont le père a failli se faire tuer par Price lors d'une opération à Prypiat) qui veut combler le vide laissé par Barkov. Laswell fournit à Price les fichiers du général Shepherd sur les recrues potentielles. Price désigne alors le sergent Garrick (secrètement surnommé "Gaz"), John "Soap" MacTavish et Simon "Ghost" Riley, dont le dossier est dépourvu de photo. Lorsque Laswell demande à Price le nom de son unité, il répond : "1-4-1".
Au même moment, le sergent Kamarov du FSB (Gene Farber) arrive et informe Price que le nouveau dirigeant d’Al-Qatala, Khaled Al-Assad, lance une vaste opération militaire visant à prendre le contrôle de la région de Verdansk.

### Opérations spéciales
Après la mort d'Omar Suleiman, Al-Qatala réapparaît avec à sa tête Khaled Al-Assad, qui représente une menace dangereuse pour les forces russes à Verdansk. Laswell, aux côtés du sergent Kamarov, autorise une opération conjointe, engageant nombre des meilleurs opérateurs du monde dans la lutte contre la nouvelle menace non identifiée.

## Développement

### Production
Le jeu a été développé par Infinity Ward, à la suite de leur entrée dans Infinite Warfare en 2016, et s'inscrit dans la tradition du "cycle de développement de trois ans" de la franchise. Les studios High Moon, Beenox, Raven Software et Sledgehammer Games ont tous fourni un développement supplémentaire.
Le jeu utilise un nouveau moteur pour la série, permettant l’utilisation d’environnements plus détaillés, une photogrammétrie et un rendu avancés, un meilleur éclairage volumétrique et l’utilisation du traçage de rayons.
La production du jeu nécessite un budget de 640 millions de dollars, ce qui en fait l'un des jeux vidéo les plus chers jamais développés.

### Narration
Le directeur artistique du studio, Joel Emslie, a décrit le récit du jeu comme "beaucoup plus adulte [et] mature", conçu pour susciter une réaction plus intime et émotive des joueurs grâce à une description du conflit basée sur des événements contemporains (tels que des attentats terroristes à Londres et la guerre civile syrienne) plutôt que la dépendance de la trilogie originale sur des pièces de théâtre énormes. Le directeur du gameplay de la campagne, Jacob Minkoff, a exprimé son souhait que les jeux vidéo aillent plus loin dans l'exploration de sujets traditionnellement tabous dans les médias, soulignant que "des séries télévisées et des films tels que Homeland, American Sniper et Sicario racontaient des histoires relatables, réalistes, pertinentes et provocantes. Cela touche vraiment les gens." En évitant de raconter de telles histoires de manière insensible, des consultants de différentes cultures ont été recrutés. Par exemple, les conflits liés au Moyen-Orient dans le jeu se situent dans le pays fictif Urzikstan plutôt que dans un lieu spécifique de la vie réelle. On a décrit la moitié du jeu comme ayant des choix moralement complexes, et le récit a eu pour effet de faire pleurer plusieurs testeurs.
Certains aspects controversés du jeu ont été supprimés avant sa sortie car les développeurs n'étaient pas certains du malaise émotionnel potentiel qu'ils souhaitaient créer, comme une ligne de dialogue dans laquelle un soldat russe s'interroge sur le fait de remettre une fille capturée à son commandant, impliquant de la pédophilie.

### Promotion
Le 30 mai, la bande-annonce officielle du jeu et sa date de sortie ont été dévoilées. Selon le directeur narratif Taylor Kurosaki, le capitaine Price sera présenté dans un récit retouché "où les événements de la chronologie précédente de Modern Warfare ne se sont pas produits".[réf. nécessaire]

## Accueil

### Avant sa sortie
Après les aperçus de l'E3 2019, le jeu a fait l'objet de controverses en abordant des sujets réalistes et matures, tels que la présentation d'enfants soldats et la possibilité de tirer sur des civils (y compris des enfants en bas âge). Ben "Yahtzee" de Escapist Magazine, Croshaw, a décrit la démonstration de jeu comme "quinze minutes de meurtre impitoyable et intense" et IGN a estimé qu'il s'agissait du jeu le plus controversé de l'événement.
D'autres critiques ont également donné des avis mitigés. Rappelant les succès passés des jeux vidéo en tant que moyen de commentaire social sur la guerre et les conflits, tels que Spec Ops: La ligne, This War of Mine et Call of Duty 4: Modern Warfare, Emma Kent d'Eurogamer a critiqué un niveau dans lequel La joueuse contrôle un enfant soldat, qui, à son avis, a fusionné de manière inappropriée un sujet sensible et une violence trop dramatique dans un combat de boss, créant ainsi "un désordre frankensteinien, dissonant". Kent a décrit un autre niveau impliquant une opération furtive à l'intérieur d'un bâtiment, qui insiste lourdement sur la nécessité d'éviter les dommages collatéraux civils, bien qu'il soit loué comme "une bonne exploration de la manière dont les terroristes sont intégrés aux communautés civiles". Cade Onder de la GameZone a également commenté les dommages collatéraux des civils et le niveau des enfants soldats, estimant que le premier manquait de tension parce qu’il n’y avait qu’un civil présent, ne donnant ainsi qu’une illusion de choix et que le second devenait "une réalité bien plus réelle". et ancré dans [...] un moment très propice au jeu vidéo. Le comparant également à Spec Ops: The Line, Onder se demandait si tuer un trop grand nombre de civils ne ferait que mettre fin à un jeu, causant une dissonance ludonarrative, et comment la linéarité du jeu l’empêcherait d’atteindre ses ambitions narratives.
La version bêta multijoueur du jeu de septembre 2019 a été retirée pour des raisons inconnues du PlayStation Store en Russie. Une théorie bien connue postule que cela est dû au fait que les médias russes, et par procuration le gouvernement russe, ont critiqué la représentation prétendument favorable de la campagne dans le jeu des White Helmets, une organisation de volontaires opérant dans certaines régions de la Syrie contrôlée par l'opposition. En octobre 2019, Sony a annoncé que Modern Warfare ne serait pas vendu sur le PlayStation Store en Russie.

### Après sa sortie
Call of Duty: Modern Warfare a reçu "des critiques généralement favorables" sur toutes les plateformes, selon le site d'agrégateur de critiques Metacritic. Le jeu a été salué pour son gameplay, son histoire (considérée par la critique comme l'un des meilleurs de la franchise), ses modes multijoueur, ses graphismes et ses améliorations globales de la formule de Call of Duty, bien que la campagne a reçu des critiques concernant certains aspects du traitement de son sujet, ainsi que des problèmes d'équilibrage mineurs avec certains des modes en ligne.

### Ventes
En janvier 2025, près de cinq ans après sa sortie, le jeu cumule 41 millions d'exemplaires vendus.

## Controverses

### Inclusion de phosphore blanc
Le jeu a été critiqué pour son inclusion de frappes au phosphore blanc en tant que mécanisme de jeu dans le mode multijoueur. L'utilisation du phosphore blanc en tant qu'agent incendiaire est régie par le droit international: les dispositions de la Convention sur certaines armes classiques, en particulier le Protocole sur les armes incendiaires, interdisent l'utilisation d'armes incendiaires contre les zones civiles ou à proximité de celles-ci.
Dans une déclaration à IGN, l’ancien US Marine John Phipps a critiqué le jeu pour ne pas avoir dépeint de façon réaliste les effets de la substance, déclarant: "Je trouve que l’utilisation de Modern Warfare comme une série de récompenses est une récompense pour une glorification à courte vue de ce que moi-même et d’autres considèrent comme une violation des droits. les lois des conflits armés. Contrairement à leurs objectifs généraux en matière de réalisme dans leur campagne, le mode multijoueur de CoD ne décrit pas l'effet que White Phosphorus (WP) a sur le corps humain de manière réaliste. Je ne m'oppose pas à des choses comme WP en cours d’examen dans les jeux, tant que nous les décrivons tels qu’ils sont réellement ". Dans sa critique du jeu, Kallie Plagge de GameSpot a noté l’inclusion du phosphore blanc en tant que récompense du jeu éliminatoire en mode multijoueur et l’a incluse dans sa liste des aspects négatifs du jeu, ajoutant que cela "va à l’encontre de la campagne".

### Représentation des Russes
Le score d'utilisateur du jeu sur Metacritic est devenu l'objet d'attaques à la critique par des utilisateurs russes, mécontents de la description de l'armée russe par la campagne et accusant les développeurs d'Infinity Ward d'être russophobes. Le score utilisateur pour la version PlayStation 4 est tombé à 3,0/10, tandis que le score utilisateur pour la version Windows est tombé à 2,4/10.
Les premières critiques des utilisateurs russes portaient sur un certain niveau de la campagne solo, dans laquelle il était révélé que les forces russes avaient précédemment mené une attaque sur une zone surnommée "la route de la mort", tuant de nombreux civils ville assiégée. Historiquement l'« autoroute de la mort » est une autoroute située entre le Koweït et l’Iraq qui a été dévastée à la suite d’une attaque contre l'armée irakienne dirigée par les forces américaines, britanniques, canadiennes et françaises au cours de la guerre du Golfe en 1991. Par conséquent, de nombreux utilisateurs russes ont estimé qu'Infinity Ward tentait de réécrire des événements historiques afin de discréditer l'armée russe pendant la campagne de guerre, mais Infinity Ward avait déjà souligné que la campagne de Modern Warfare était une œuvre entièrement fictive et qu'ils avaient évité d'incorporer directement des événements de la vie réelle dans son histoire. En outre, le mode coopératif Opérations spéciales du jeu, qui fait suite à l'histoire de la campagne, voit le personnage jouable et son groupe s'allier avec les forces russes pour l'une des missions.
Des plaintes supplémentaires visaient un niveau de flashback dans la campagne qui avait vu Farah Karim, l'un des protagonistes, faire envahir son domicile par un soldat russe alors qu'elle était enfant, puis désarmer et tuer le soldat. La présentation du niveau à l'E3 2019 a particulièrement attiré les critiques de Charlie Hall de Polygon, qui a rétrospectivement qualifié le Russe tué de "caricature grotesque". Le directeur artistique du studio Infinity Ward, Joel Emslie, a été blâmé pour l'apparition du personnage, déclarant que "ce que je cherchais artistiquement, c'était [...] nous essayons toujours de travailler pour une expérience cinématographique. J'essaie de créer quelque chose de vraiment mémorable. Et métaphoriquement, je n'arrêtais pas de penser que ces enfants sont poursuivis par un monstre dans un labyrinthe et que je pensais toujours à un Minotaure. C'est ridicule - mais il est presque robotique".

### Conflits du Moyen-Orient
Le jeu vidéo est accusé de réécrire l'histoire en donnant une image des États-Unis plus favorable que la réalité.